# نادی‌سنت‌یانوش
نادی‌سنت‌یانوش (به مجاری:  Nagyszentjános) یک شهرداری در مجارستان است که در ناحیه دیور واقع شده‌است. نادی‌سنت‌یانوش ۳۰٫۳ کیلومتر مربع مساحت و ۱٬۸۵۹ نفر جمعیت دارد.